# 吳耶孟
吳耶孟（又名丁迪）是緬甸的政治人物、詩人與社會運動者，2021年4月起擔任反政變的緬甸國家團結政府國防部長。

## 生平
1988年8888民主運動時吳耶孟正就讀醫學院，他參與了反軍政府的抗爭行動，被捕入獄關押七年，出獄後成為環境社會運動者。
2015年緬甸議會選舉中，吳耶孟代表全國民主聯盟參選首都奈比多一個選區的聯邦議會議員，該選區有大量軍警人口，但他爆冷門擊敗甫卸任國防部長的吳韋倫將軍而勝選。
2021年4月16日反軍事政變的緬甸國家團結政府成立，吳耶孟擔任該政府的國防部長。